# Сатанин трезор
Сатанин трезор (фр. Les Trésors de Satan) француски је црно-бели неми хорор филм из 1902. године, редитеља Жоржа Мелијеса, који уједно тумачи и главну улогу. Радња приказује Сатану, који у просторији једног дворца сакрива шест врећа са новцем.
Филм је објавила Мелијесова продукцијска кућа Star Film Company и налази се у њеном каталогу под редним бројевима 413—414. Сценографија показује Мелијесово познавање средњевековне архитектуре и подсећа на стил Гистава Дореа.

## Радња
У просторији средњевековног дворца, Сатана закључава шест врећа са новцем у велики ковчег. Након тога, у исту просторију улази плавокоси човек, пузећи на коленима и рукама. Он отвара ковчег, али из њега излази шест жена које почну да га прогањају копљима.

## Улоге
- Жорж Мелијес као плавокоси човек[3]